# Адела фон Фобург
Адела фон Фобург или Аделхайд (на немски: Adela von Vohburg; * пр. 1127; † след 1187, манастир Вайсенау) от род Диполдинги-Рапотони и наследничка на Егерланд, е като първата съпруга на по-късния император Фридрих I Барбароса немска кралица и херцогиня на Швабия.

## Биография
Адела е дъщеря на маркграф Диполд III фон Фобург († 1146) и неговата втора съпруга Кунигунда фон Байхлинген († 1140) от род Нортхайм, дъщеря на граф Куно фон Нортхайм († 1103) и Кунигунда фон Ваймар-Орламюнде († 1140).
Крал Конрад III омъжва през март 1147 г. в Егер наследничката Адела с неговия племенник, херцог Фридрих III от Швабия, по-късния император Фридрих I Барбароса. Той може със зестрата на Адела да разшири значително територията си като херцог на Швабия до източнофранкската област.
Бракът е нещастен и те нямат деца. Фридрих почти не се показва с Адела, тя не присъства при неговата коронизация за немски крал през 1152 г. През март 1153 г. в Констанц бракът е анулиран без трудности от епископ Херман от Констанц. През 1153/1154 г. Адела се омъжва отново за Дито фон Равенсбург (* ок. 1130, † сл. 1187). С него тя има деца.